# Pachliopta aristolochiae
la rosa común (Pachliopta aristolochiae), es una  mariposa papiliónida que pertenece al género Pachliopta (rosas) de las papiliónidas de cuerpos rojos. Es una mariposa común que está ampliamente distribuida por el sur y sudeste de Asia. 
Tiene una amplia distribución en Asia, incluidos Afganistán, Pakistán, India (incluidas las islas Andamán), Nepal, Sri Lanka, Birmania, Tailandia, Japón (solo en el suroeste de Okinawa), Laos, Vietnam, Camboya, islas Nicobar, Malasia peninsular y oriental, Brunéi, Filipinas (Palawan e  Isla de Leyte), Indonesia, Bangladés y Taiwán.  
Se distribuye también en el sur y el este de China (incluidas las provincias de Hainan y Cantón) y Hong Kong. En Indonesia, se distribuye en Sumatra, Nías, Enggano, Bangka, Java, Bali, Kangean, Lombok, Sumbawa, Sumba, Flores, Tanah Jampea y Kalimantan. 

## Estado
Es muy común en casi todas las llanuras de la India y no está amenazada como especie. Es extremadamente abundante durante el monzón y después de él.

## Descripción

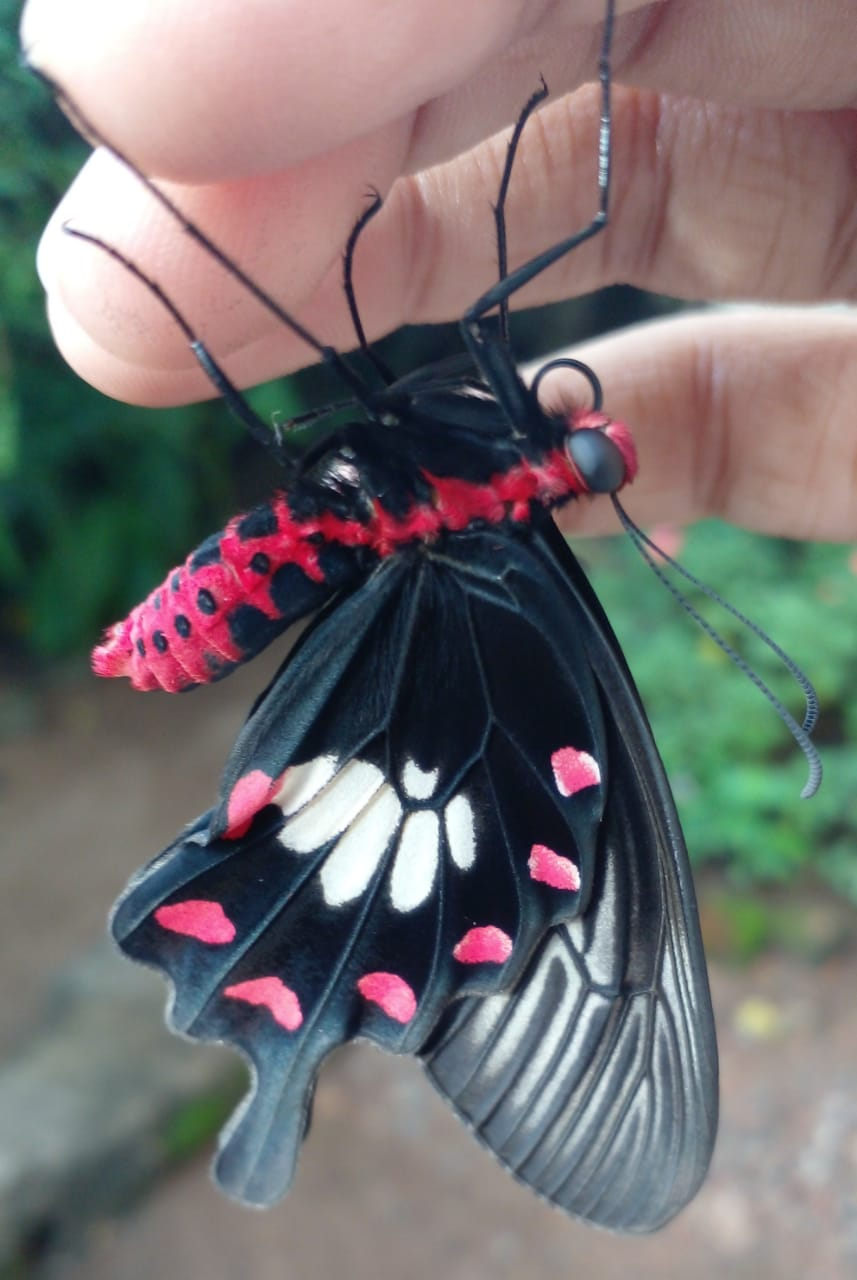
Macho
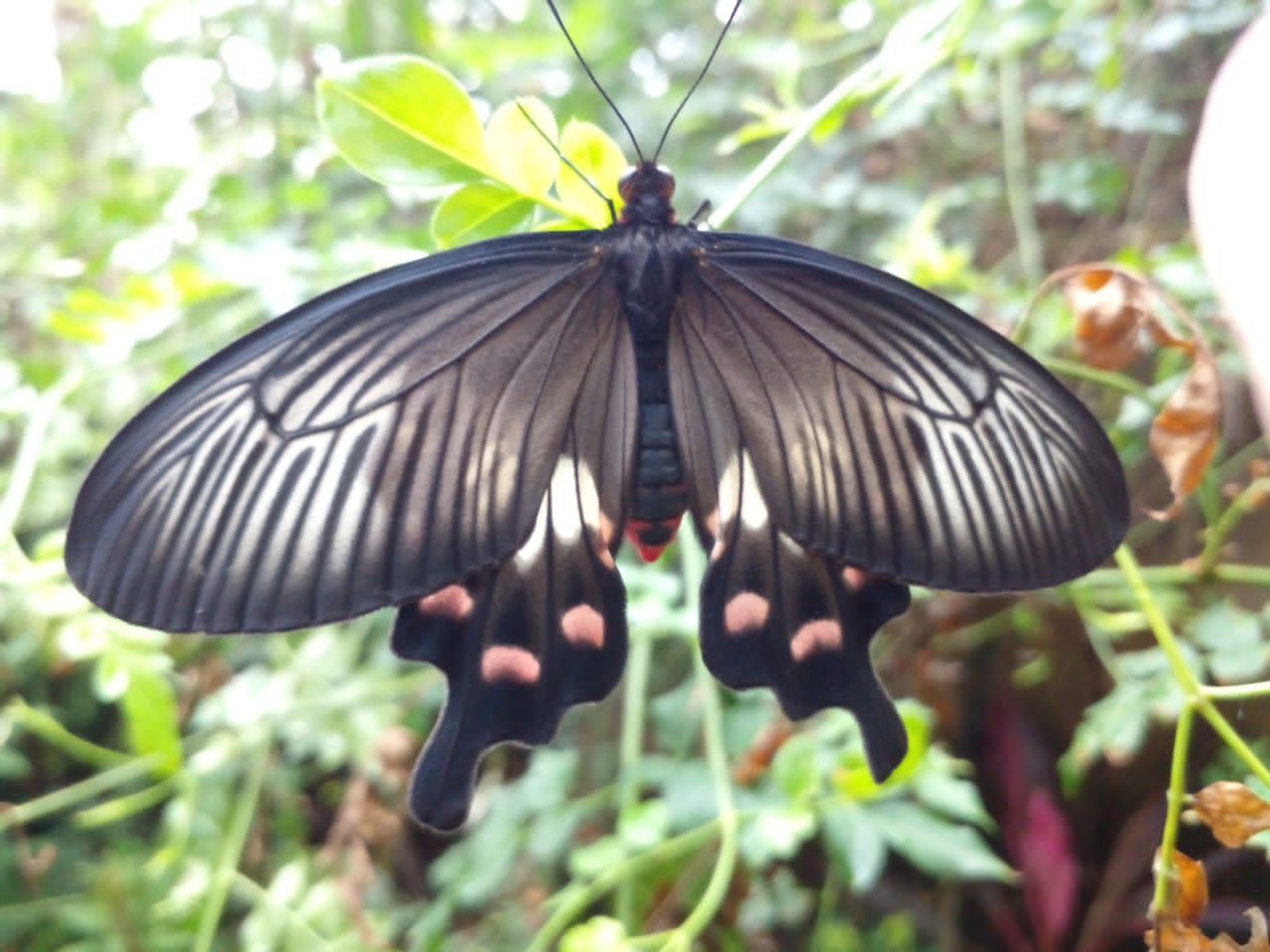
Macho
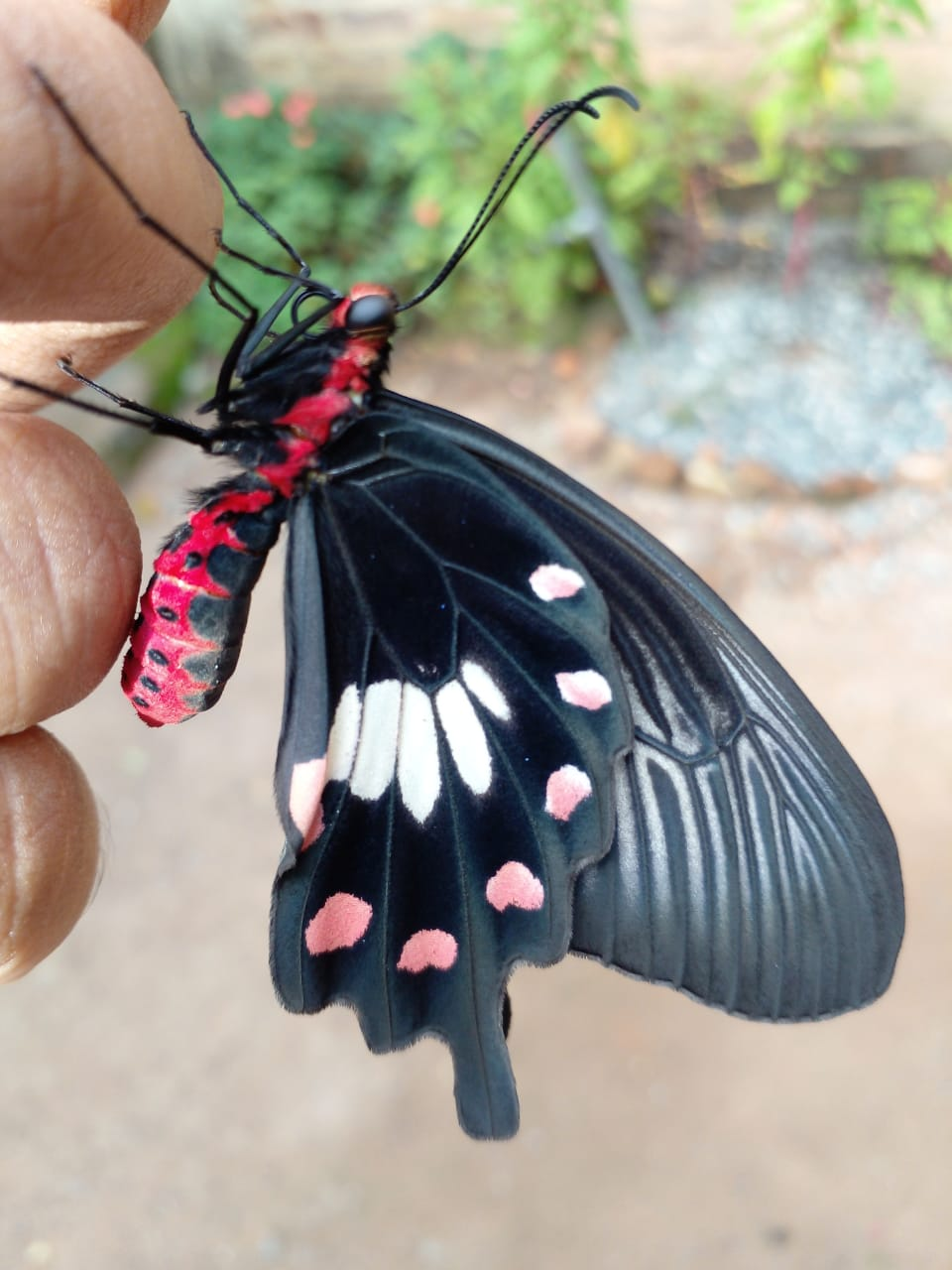
Hembra
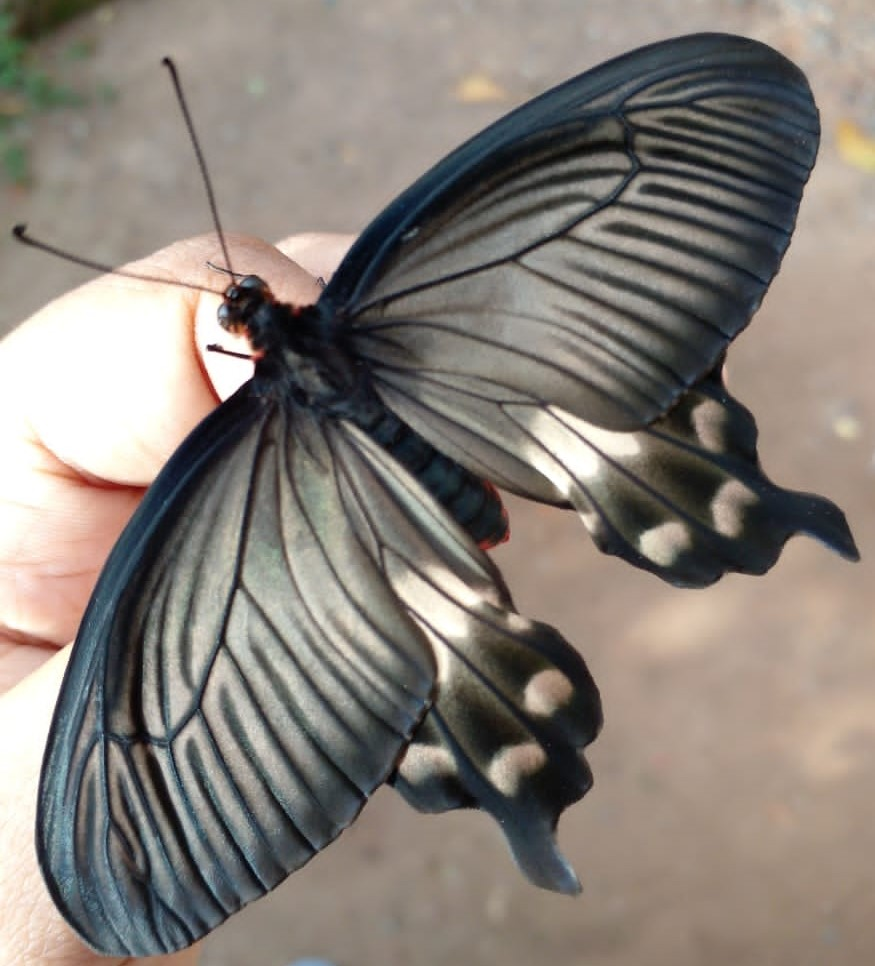
Hembra

La parte superior del macho es de color negro aterciopelado.
Ala anterior con estrías adnervulares pálidas bien definidas en la zona discal que no llegan al margen terminal, el cual es mayormente negro aterciopelado; las estrías más allá del extremo de la celda se extienden hacia adentro hasta su ápice.
Ala posterior con marcas discales blancas alargadas en los espacios intermedios 2-5 más allá de la celda.
En los especímenes de clima seco, estas marcas son muy cortas y no alcanzan las bases de los espacios intermedios; más allá de estas, hay una serie curva de marcas subterminales en forma de luna en los espacios intermedios del uno al siete, de un color carmesí opaco, salpicado con escamas negras; la mancha en el espacio intermedio uno es grande, irregular, difusa y está bordeada interiormente de blanco.
En la parte inferior de los machos, el color de fondo y las marcas son similares, pero las manchas subterminales rojas en el ala posterior son mucho más brillantes. Estas manchas no están salpicadas de escamas negras y están mejor definidas: las cuatro primeras son subcuadradas, las dos siguientes en forma de medialuna, a veces también cuadradas, y la mancha en el espacio intermedio uno es triangular y puntiaguda. Las antenas, el tórax y el abdomen por encima hasta el segmento preanal son de color negro; la cabeza, los lados superiores del protórax, y todo el tórax y el abdomen por debajo, al igual que el segmento anal, son de color rojo bermellón.

Las hembras son similares a los machos; se diferencian de ellos solo en que sus alas son comparativamente más anchas, lo cual es más evidente en las alas anteriores.

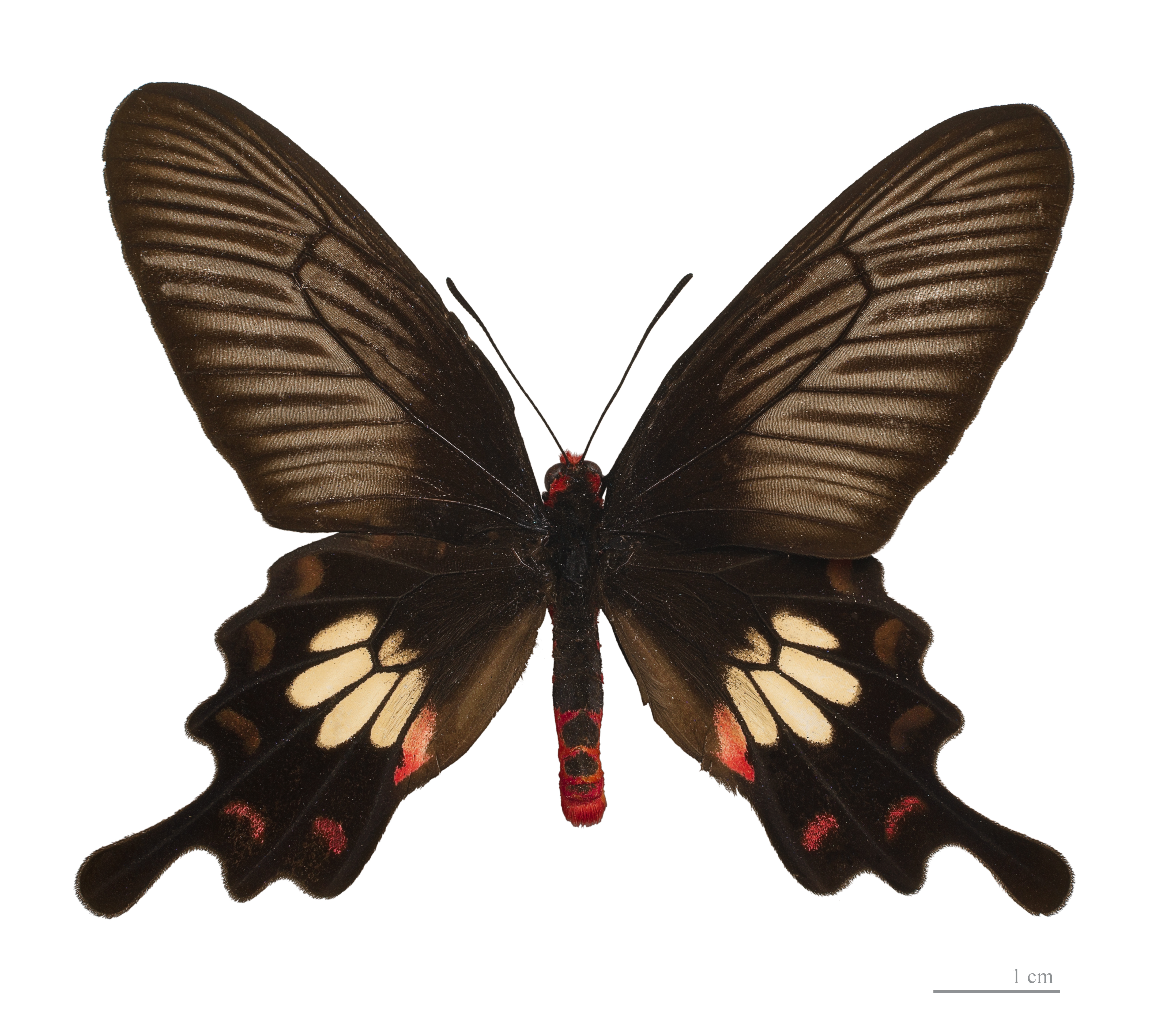
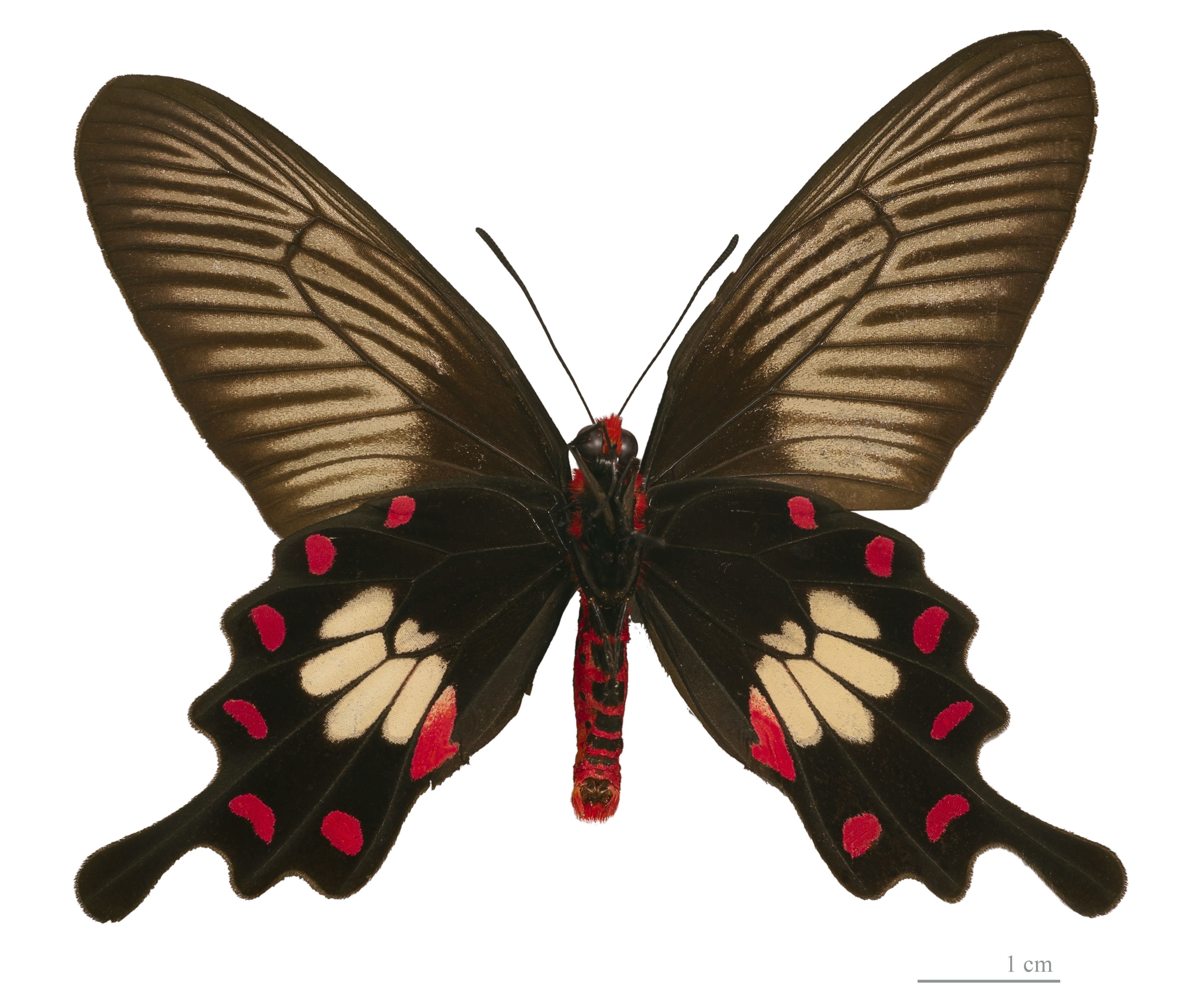

- Macho, lado dorsal
(espécimen de museo)
- Hembra, lado ventral
(espécimen de museo)

- Macho
- Macho
- Hembra
- Hembra

## Variedades

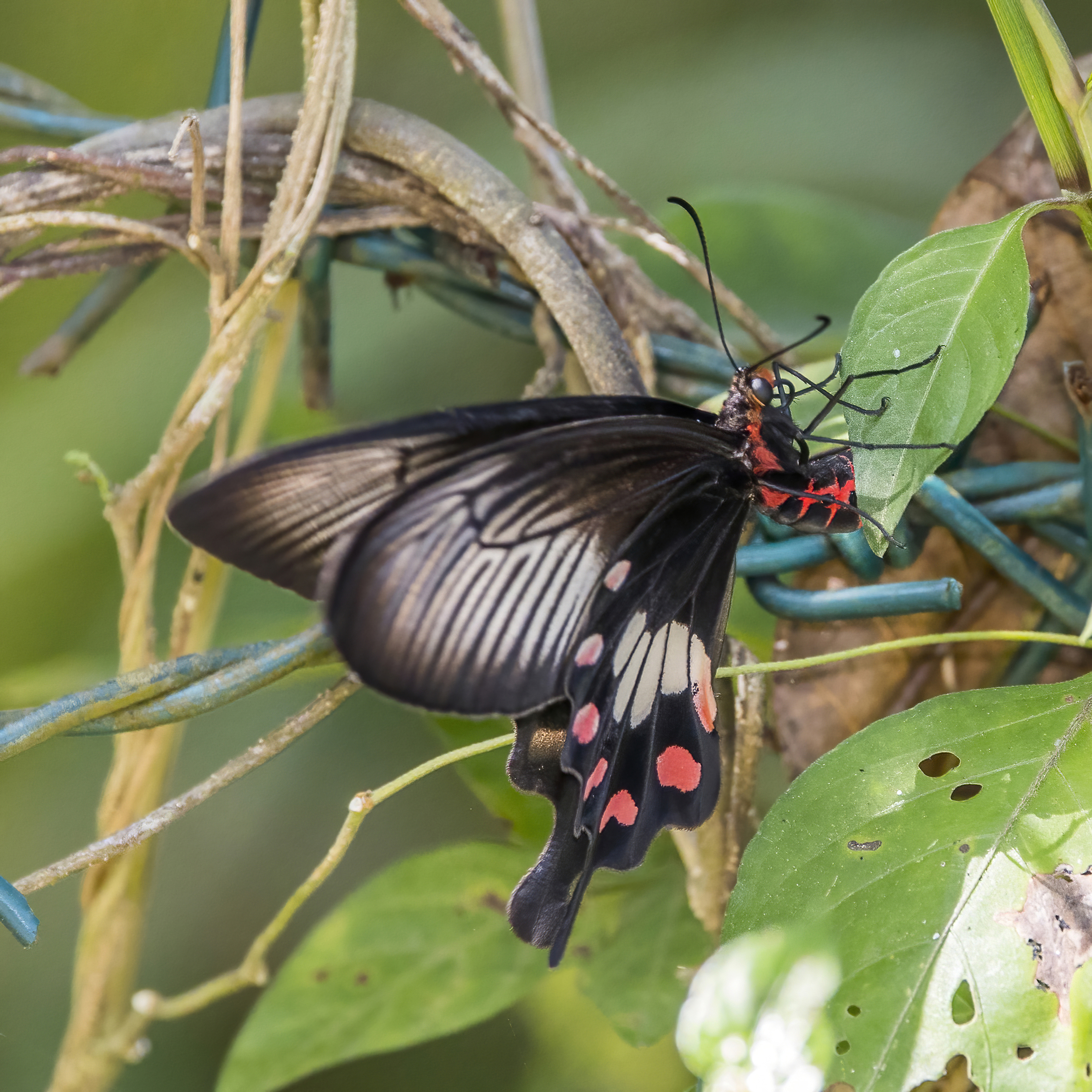
P. a. ceylonica, Sri Lanka

Se han identificado hasta 20 subespecies. La subespecie nominativa se encuentra en toda la India peninsular. Las subespecies incluyen: 
- P. a. aristolochiae Fabricius. India. Muy común.
- P. a. sawi Evans. Car Nicobar. No es raro.
- P. a. camorta Moore. Islas Nicobar centrales. No es raro.
- P. a. goniopeltis Walter Rothschild. Islas Andamán. No es raro. También se encuentra en Birmania.
- P. a. kondulana Evans. Islas Nicobar del Sur. No es raro.

La subespecie P. a. ceylonica Moore se encuentra en Sri Lanka y es muy común.
La variedad camorta se diferencia de la forma típica de la siguiente manera:
- "Las manchas blancas en el ala posterior son pequeñas; solo la que se encuentra entre las venas medianas inferiores (venas 2 y 3) está claramente marcada en la parte superior.
- Las otras dos, situadas antes y después de la vena mediana superior (vena 4), a veces están completamente ausentes en la parte superior o, cuando están presentes, están muy difuminadas con negro; en la parte inferior, generalmente hay una mancha dentro del ápice de la celda." (Rothschild citado en Bingham) [5] [6]

## Hábitat
Una generalista excelente que se ha adaptado a una amplia gama de hábitats, la rosa común se encuentra en congregaciones en elevaciones bajas. La mariposa se localiza hasta los 2400 metros (8000 pies) en los Ghats occidentales y las colinas del sur de la India, hasta los 1500 metros (5000 pies) en el extremo oriental del Himalaya, pero solo hasta los 910 metros (3000 pies) en  el noroeste del Himalaya. Es una visitante frecuente en los jardines de la India y puede encontrarse incluso en áreas urbanas densamente pobladas.

## Hábitos
Es la más común de las mariposas de cola larga en la India.
El cuerpo rojo, el vuelo lento y peculiar, la coloración brillante y el patrón de las alas indican a los depredadores que esta mariposa no es comestible, ya que está bien protegida por los venenos que ha obtenido de la planta que le sirvió de alimento durante su estadio larval. Además, emite una sustancia con olor desagradable cuando se la manipula, lo que realza aún más sus cualidades poco atractivas. Por lo tanto, rara vez es atacada por depredadores, una estrategia tan exitosa que otras mariposas comestibles han evolucionado para imitarla, siendo el ejemplo clásico la forma hembra del mormón común (Papilio polytes, forma hembra stichius).
La rosa común visita con frecuencia flores como Lantana, Cosmos, Zinnia, Jatropha y Clerodendrum. La mariposa ocasionalmente también visita áreas húmedas. En algunas partes de Sri Lanka, los machos se congregan y forman un hermoso espectáculo mientras realizan encharcamiento sobre suelo húmedo.
La rosa común está activa desde mucho más temprano en la mañana que la mayoría de las mariposas y permanece así durante todo el día, hasta el anochecer. Vuela con la misma facilidad en la sombra que bajo el sol y visita flores con frecuencia.
En las regiones más secas, alrededor del mediodía, la mariposa se refugia en la maleza densa para evitar el calor intenso, permaneciendo en reposo hasta aventurarse en busca de néctar nuevamente hacia el final de la tarde.
Al atardecer, se retira a áreas boscosas o matorrales en busca de ramitas secas o pequeñas ramas muertas sobre las cuales posarse. Prefiere lugares que estén entre 3 y 4,5 metros sobre el suelo, bajo el dosel de los árboles con suficiente cobertura contra los elementos. Frecuentemente se posa en compañía de otras mariposas de su misma especie y, a veces, en compañía de la rosa carmesí.
Vuela alto, lentamente y a menudo desciende para alimentarse del néctar de las flores de abajo. En tales ocasiones, suele lanzarse en picado con las alas hacia atrás y, al acercarse a la flor, las abre para desacelerar. La mariposa depende principalmente del impulso motriz generado por el potente aleteo de sus alas delanteras, mientras que las alas traseras actúan como un mecanismo de equilibrio y dirección. Esta técnica le confiere al vuelo un aspecto bastante inusual, y deja al observador con la impresión de que se arrastra por el aire solo con la ayuda de sus alas delanteras.
La rosa común es a menudo la especie preferida para mostrar a los naturalistas aficionados la utilidad de las colas en el control de la dirección. Esto se puede observar más fácilmente cuando la rosa común se cierne sobre las flores para libar néctar. En ese momento, bate sus alas delanteras rápidamente para mantenerse flotando, mientras que mueve las colas delicadamente para dirigir y ajustar su posición.
En el pasado, se consideraba que estas colas eran principalmente para engañar a los depredadores, como en el caso de los Polyommatinae, donde las colas filiformes se asemejan a antenas y confunden al atacante respecto a la ubicación de la cabeza. En ocasiones, se han observado rosas con colas dañadas, lo que sugiere que la presencia de colas de golondrina puede, de vez en cuando, favorecer a la mariposa al confundir a sus atacantes.

## Ciclo vital

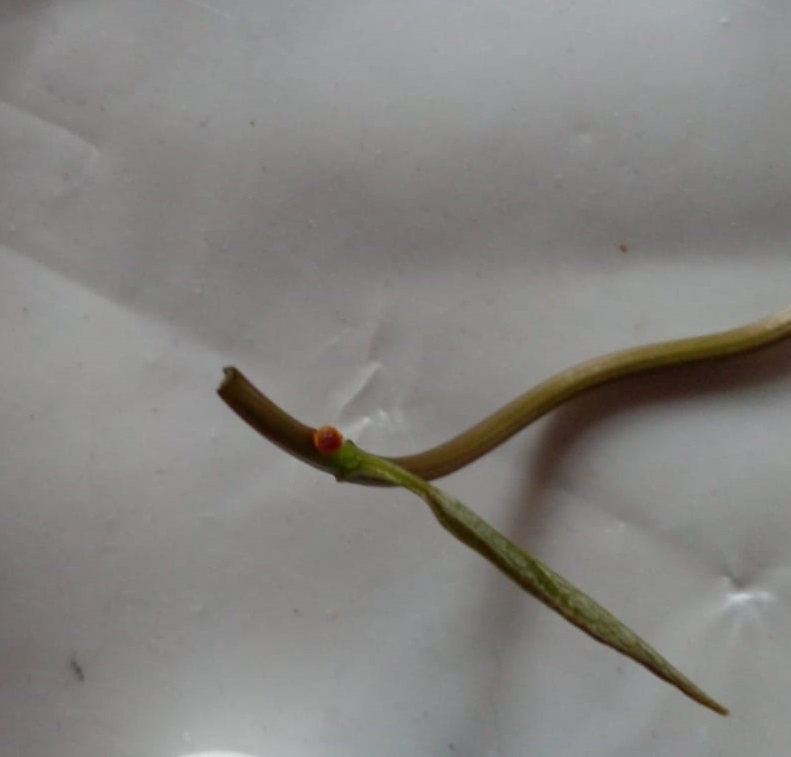
Huevo
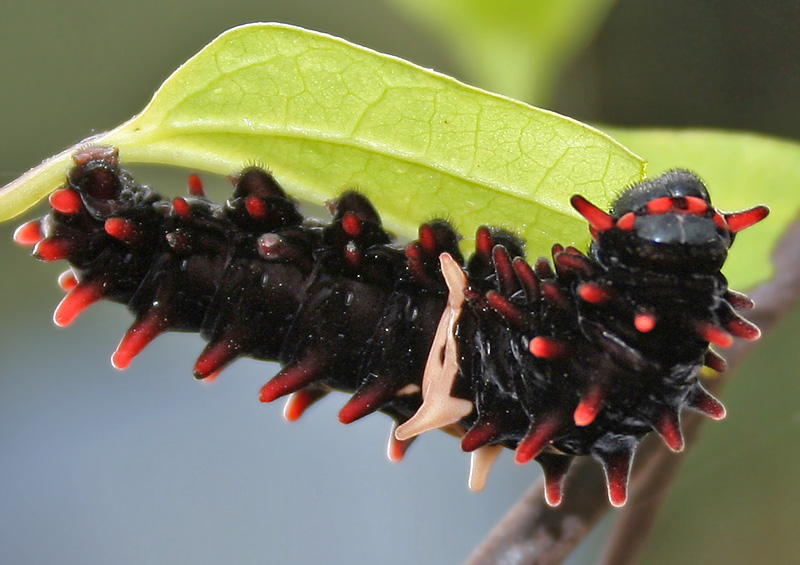
Oruga
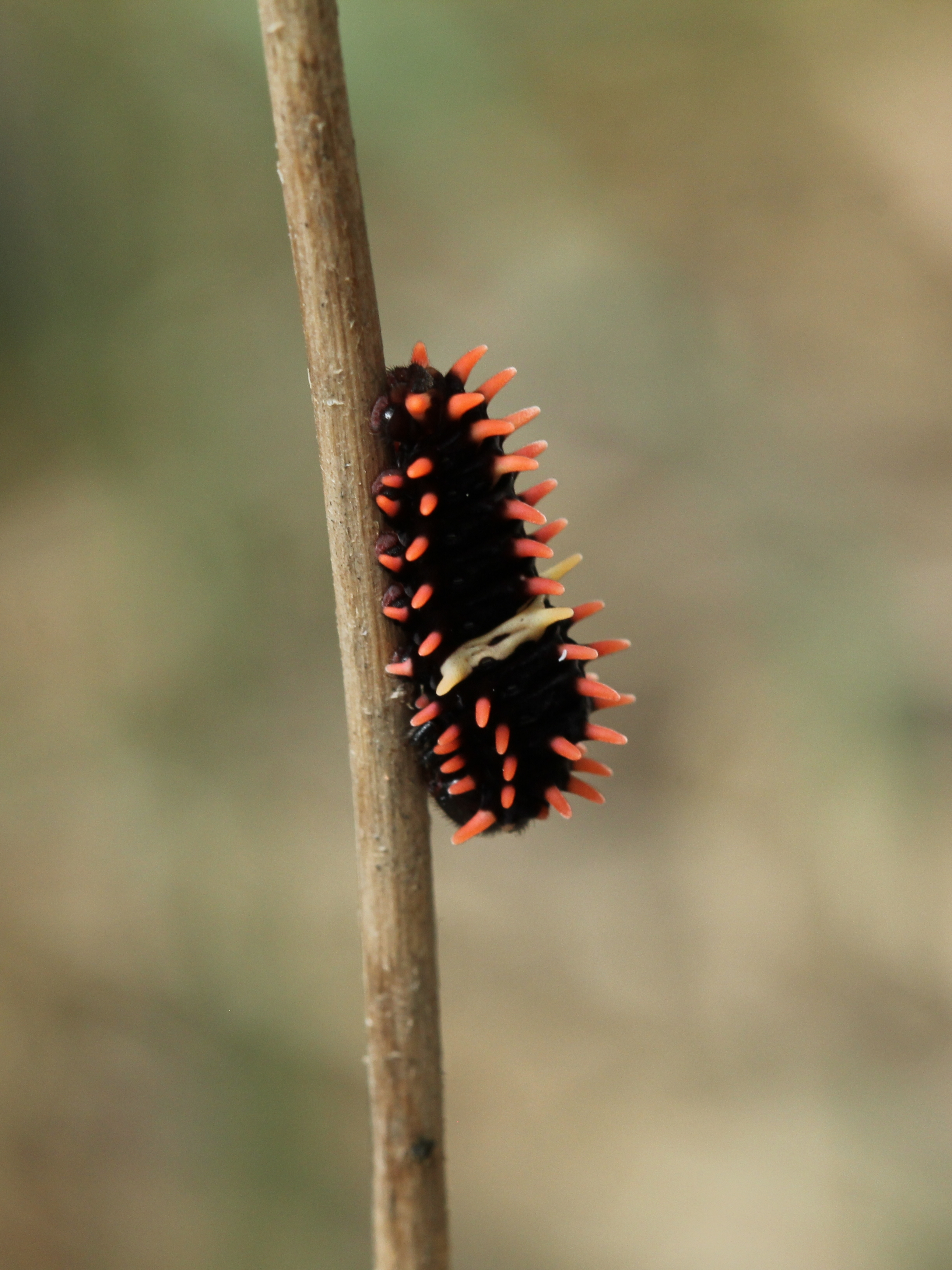
Oruga prepupal
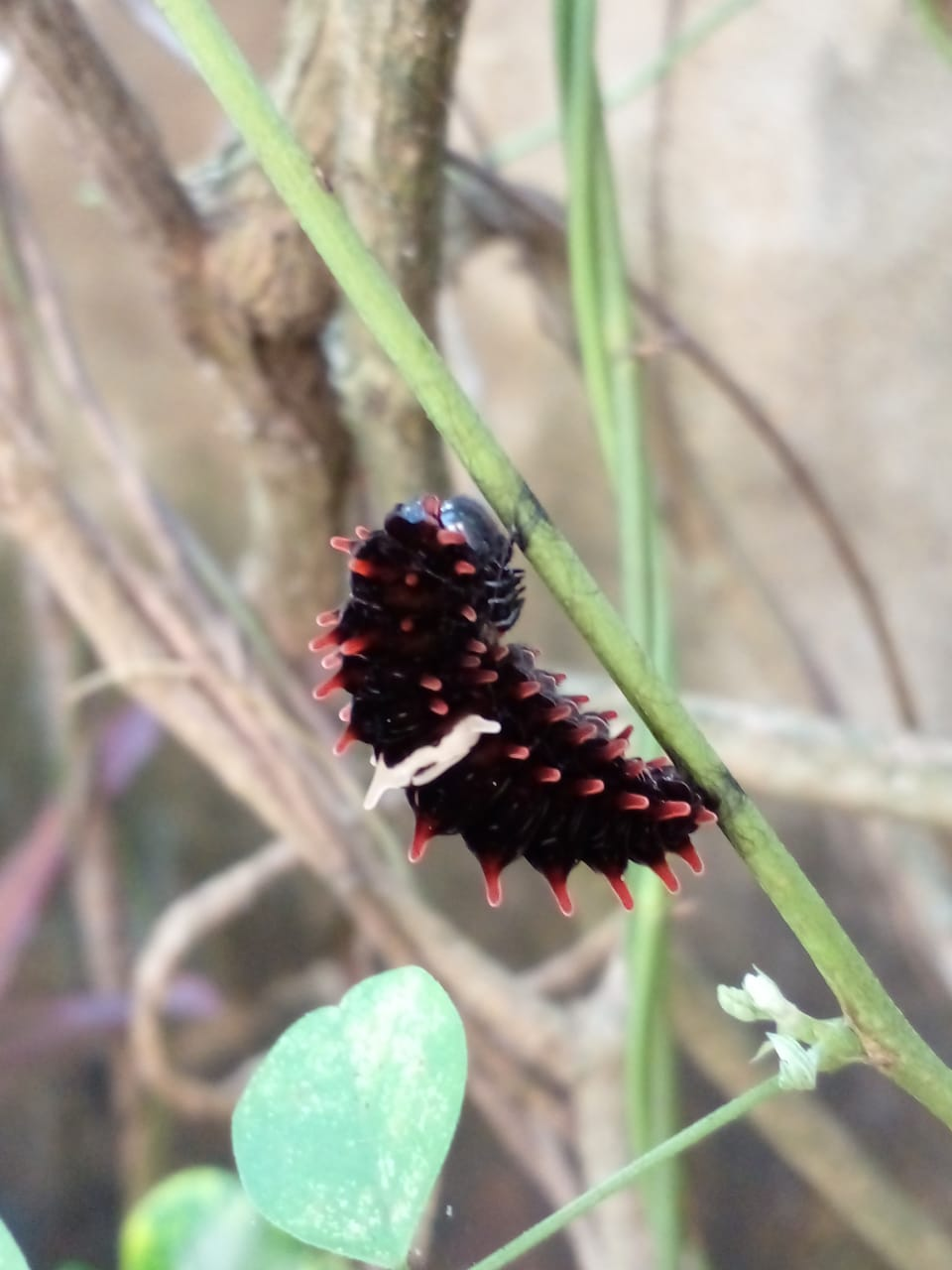
Oruga prepupal
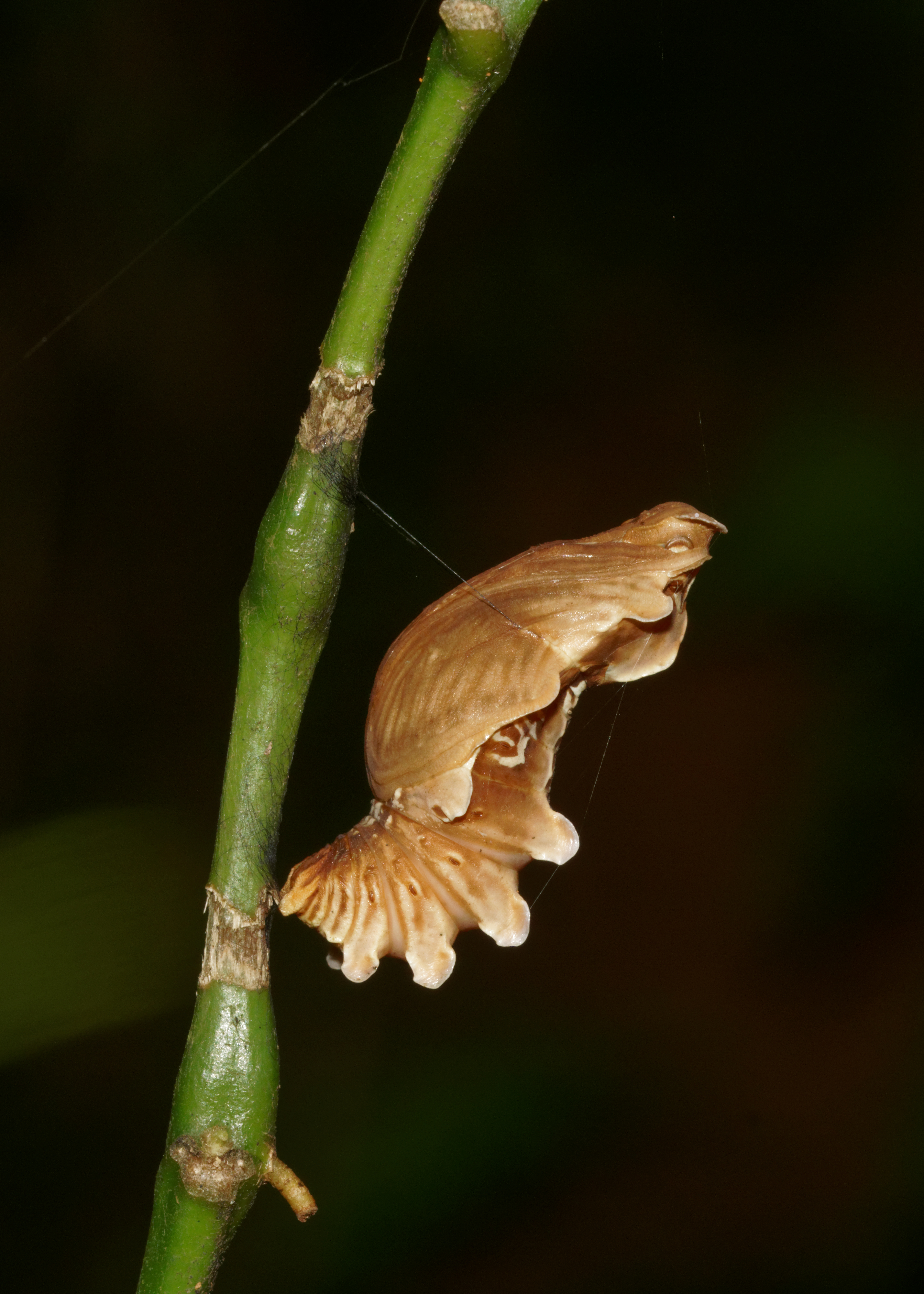
Crisálida
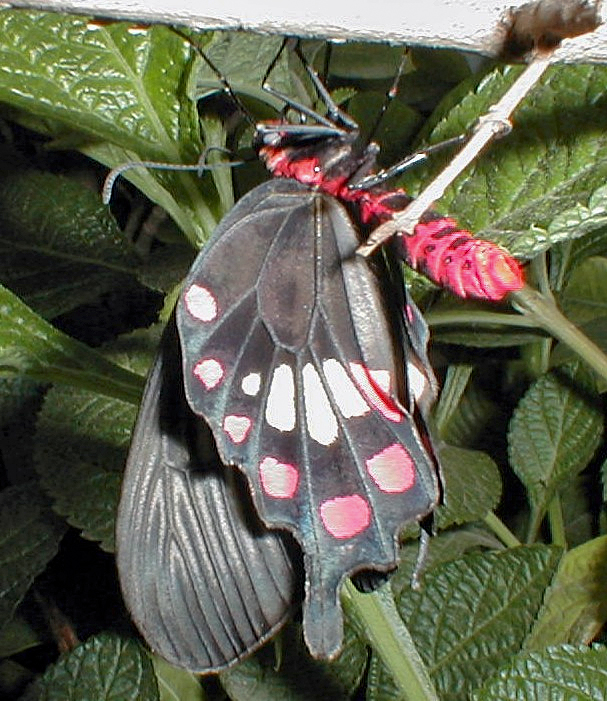
Adulto recién emergido
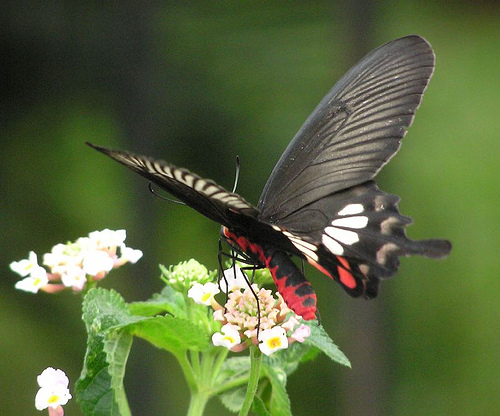
Adulto

### Huevos
Se ha observado a la hembra inspeccionando plantas de  Aristolochia y seleccionando aquellas sanas con un crecimiento verde y frondoso para asegurar que sus voraces orugas tengan suficiente alimento. Pone huevos redondos y rojizos con finas marcas negras; los deposita individualmente en la parte superior o inferior de las hojas, e incluso en los brotes.

### Oruga
La oruga es de un color marrón aterciopelado y tiene una banda blanca en un segmento situado en la mitad de su cuerpo, que recuerda a un cinturón o collar. Presenta numerosas protuberancias carnosas blancas con puntas rojas en su cuerpo. Es voluminosa y lenta en sus movimientos.

### Crisálida
La pupa es de un tono marrón con diversas tonalidades de marrón y marcas rosadas. Está sujeta a su soporte, que suele ser una ramita, por la cola y mantenida en un ángulo mediante una banda alrededor del cuerpo. Su característica distintiva es la presencia de grandes proyecciones semicirculares en la parte posterior del abdomen, el tórax y la cabeza.

## Plantas alimenticias
Las larvas se alimentan de enredaderas y plantas trepadoras del género Aristolochia, de la familia Aristolochiaceae, y acumulan toxinas como el ácido aristolóquico en sus cuerpos. Esto hace que los adultos sean tóxicos para depredadores vertebrados como aves y reptiles. Sin embargo, las avispas bracónidas que parasitan a las orugas aparentemente han coevolucionado con la mariposa y no se ven afectadas por las toxinas. 
Las plantas que alimentan a las larvas incluyen:
- Aristolochia bracteolata
- Aristolochia indica
- Aristolochia tagala [8]
- Aristolochia griffithi
- Aristolochia leuconeura
- Thottea siliquosa